# Одинокая гармонь
«Одинокая гармонь» — песня композитора Бориса Мокроусова, написанная на стихотворение Михаила Исаковского «Снова замерло всё до рассвета…».
Песня стала хрестоматийным образцом массовой советской песни послевоенного периода и была переведена на многие языки (немецкий, французский, английский). Под названием «Прекрасный май» (фр. Joli mai) с другими словами её исполнял Ив Монтан.

## История
Текст песни поэт Михаил Исаковский написал в 1945 году, вскоре после окончания Великой Отечественной войны.
В первоначальном варианте песни, сохранившемся в архиве Михаила Исаковского, две заключительные строфы выглядели совсем не так, как в окончательном виде:
Отчего мне и сладко и больно

В эту пору в родимом краю?

Отчего я вздыхаю невольно,

Как заслышу гармошку твою?

Словно жду я тебя втихомолку,

Хоть и знаю, что ты не придёшь.

Что ж ты бродишь всю ночь по посёлку,

Что ж ты девушкам спать не даёшь?
Однако такая концовка исключала возможность встречи героев, и автор заменил эти строфы одной:
Может статься — она недалеко,

Да не знает — её ли ты ждешь…

Что ж ты бродишь всю ночь одиноко,

Что ж ты девушкам спать не даешь?
Первая песня на эти стихи была написана композитором Владимиром Захаровым и называлась «Гармонист». Исполнялась она хором имени Пятницкого, однако не получила значительной известности.
После публикации текста песни в журнале «Октябрь» в начале 1946 года на него обратил внимание композитор Борис Мокроусов. Взяв в качестве мелодической основы широко бытовавший на фронте напев, он сочинил музыку к песне «Одинокая гармонь». Песня быстро распространилась в 1946—1947 годах и приобрела всенародную популярность. В 1947 году она прозвучала в спектакле "Молодая гвардия по одноимённому роману А. А. Фадеева в Московском Театре Революции (с 1954 года — Московский театр имени Вл. Маяковского); её пела М. И. Бабанова, исполнявшая роль Любови Шевцовой.
В 1948 году за песню «Одинокая гармонь» (вместе с песнями «Заветный камень», «Песня о родной земле» и «Хороши весной в саду цветочки») Борис Андреевич Мокроусов был удостоен Сталинской премии.

## Исполнители
Песню исполняли: Георг Отс, Сергей Лемешев, Ефрем Флакс, Георгий Абрамов, Ив Монтан, Виктор Вуячич, Г. Романов и орк. п/у А. Бадхена, Л. Лядова и Н. Пантелеева, Юрий Хочинский, Николай Никитский (на французском языке, запись конца 50-х годов), Дмитрий Хворостовский, Валентина Толкунова (Песня-73), Эдуард Хиль, Владимир Трошин, Людмила Гурченко, Алёна Свиридова, Максим Леонидов, Дима Билан и другие.
В переводе на польский язык (пол. Samotna harmonia) песню исполняла Слава Пшибыльская.
В 2009 г. на канале Культура вышла телепрограмма «Заветный камень Бориса Мокроусова», в которую включили запись песни «Одинокая гармонь» в исполнении дуэта Николая Рыбникова и Веры Васильевой.

### Ив Монтан
В 1963 году в СССР приехал Ив Монтан. Во время гастролей он спел две песни Бориса Мокроусова — «Далёкий друг» и «Одинокая гармонь». Франсис Лемарк сделал для Монтана литературный перевод песни «Далёкий друг» (фр. Ami lointain), а на мелодию «Одинокой гармони» написал новые слова — «Joli mai» (с фр. — «Прекрасный май», или «Красавец май»).
На сайте, посвящённом жизни и творчеству Бориса Мокроусова, в примечании к статье Виктора Печака об этой песне утверждается, что её слова «являются отголоском документального фильма „Прекрасный май“ Криса Маркера, снятого в Париже весной 1962 года после подписания Эвианских соглашений, положивших конец семилетней Алжирской войне».

Joli mai (Франсис Лемарк)
Joli mai, c’était tous les jours fête

Il était né coiffé de muguets

Sur son cœur il portait la rosette

La légion du bonheur, joli mai

On l’a gardé, le temps de le croire

Il est parti pendant qu’on dormait

Emportant la clé de notre histoire

Joli mai ne reviendra jamais

Joli mai, notre amour était brève

L’été vient qui mûrit le regret

Le soleil met du plomb dans les rêves

Sur la lune on affiche complet

Joli mai, tu as laissé tes songes

D’un Paris pour les enraciner

Ton foulard sur les yeux des mensonges

Et ton rouge dans la gorge de l’année
Красавец май (перевод В. Печака)
Майский ландыш в причёсках любимых,

Вечный праздник нам Май обещал.

Красный бант Легиона Счастливых

Самой главной наградою стал.

Было время безудержной веры,

И никто не заметил, когда

Ключ Истории был вдруг потерян.

Май-красавец ушёл навсегда.

Насладиться нам счастьем не дали.

Летний зной всё спалил до конца,

Солнца пули мечты оборвали,

И Луна остудила сердца.

Май, мы вспомним в Париже порою

Сны и радость и злую беду,

Твой платок, обернувшийся тьмою

Для счастливых в багровом году.

Литературный перевод песни на русский язык был сделан Виктором Печаком по просьбе Николая Кружкова, автора сайта «Ретрофонотека», и впервые опубликован на этом сайте.
А. Ф. Боголюбов отмечает:

Наше содержание не легло на французскую ментальность, в нашем всё оказалось противно французской культуре и её духу, поэтому текст (образец прекрасной поэзии!) пришлось поменять. Песня стала называться Le joli mai. В ней нет ни гармони, ни гармониста, ни его одиночества, ни ночи, девушки не гадают, кто (из них) ему нужен. Единственная оставшаяся слабенькая познавательная связь с оригиналом — беглое упоминание о некой ушедшей вместе с маем истории любви. Зато появился Париж, легион счастья и многое другое — чуждое, чужое и далёкое.

## Культурное влияние
- Песня «Прекрасный май» на музыку «Одинокой гармони» Б. Мокроусова в исполнении Ива Монтана была использована в знаковой французской документальной ленте 1963 года К. Маркера и П. Лома «Прекрасный май»[8]:113—114
- Мелодия песни (версия в исполнении Лемешева) с 1967 года является позывным передачи Встреча с песней[9].
- В исполнении Александра Кривика песня «Одинокая гармонь» звучала в фильме 1956 года «Дело Румянцева».
- В фильме С. Говорухина «Ворошиловский стрелок» песня является одним из лейтмотивов. Её насвистывает главный герой после первого выстрела по насильникам, а затем в финале исполнение внучкой песни «Одинокая гармонь» вызывает слёзы у главного героя — ветерана Великой Отечественной войны Ивана Фёдоровича Афонина.
- В телесериале «Убойная сила-2» (серия «Миссия выполнима») эту песню исполняет гражданин США, эмигрировавший из Советского Союза и долгие годы тоскующий по родной стране.
- В фильме «Вор» исполняется соседом по комнате главных героев.
- В телесериале «Московская сага» песню исполняла певица Вера Горда (её роль сыграла Кристина Орбакайте).
- Песня «Одинокая гармонь» звучит сквозной темой тайваньского фильма «Принц слёз» (2009, режиссёр Ян Фань)[10].